# 쿠사카베 마론
쿠사카베 마론(日下部 まろん)은 신풍괴도 쟌느의 주인공이다. 한국명은 나예리.

## 소개
성우- 쿠와시마 호코 / 정미숙
16세. 고등학교 1학년. 교내 리듬체조부 소속. 교내 최고 미소녀로 남학생들은 물론 여학생들 한테도 인기가 대단하고늘 대회에서 개인전 우승을 휩쓰는 리듬체초부 에이스에 학급 임원이고 단정한 용모에 모델같은 몸매, 성적 우수, 운동신경 만능, 요리실력도 우수, 밝고 상냥한 성격으로 흠 잡을 데가 없지만, 어릴 때부터 부모님의 싸움과 별거 때문에 혼자서 생활하고 있어 마음 속에는 외로움이 가득한 어둠을 안고 있다. 무슨 일이든 열심히 하는 것도 언젠가 돌아올 부모님을 기쁘게 하기 위해서이다. 또, 괴도가 되는 일에서 자기자신을 발견한다는 위험한 면도 갖고 있었다.
전생은 여성의 근본존재인 이브. 이브는 신의 힘인 재생력이 주어져 성모 마리아나 히미코 같은 성녀로 계속 환생한다. 쟌다르크 다음에는 마론으로 환생하였다. 또, 원작만화에서는 신에게 부여받은 힘을 없애기 위해 노인이 순결을 빼앗으려는 목적으로 습격당하기도 한다. 훗날 나고야 치아키와 결혼을 하여, 나고야 나츠키라는 딸을 두게 된다.